# Jean-François Salgues de Valdéries de Lescure
Jean-François Salgues de Valdéries de Lescure, né à Lescure-d'Albigeois le 1er janvier 1644 et mort à Château-Roux (La Réorthe) le 23 mai 1723, est un ecclésiastique français, évêque de Luçon de 1699 à 1723.

## Biographie
Jean-François Salgues de Valdéries nait dans le château familial de Lescure près d'Albi. Il est le fils du baron de Lescure et de son épouse Anne de Caylus. 
Le 15 décembre 1660, âgé de 16 ans, il entre au séminaire de Saint-Sulpice de Paris. Il obtient son doctorat en théologie le 17 mai 1675. D'abord affecté à une paroisse en 1678, il devient le supérieur de la communauté du Mont-Valérien et le chef de missions pour la conversion des calvinistes des Cévennes. Affecté ensuite à l'évêché d'Albi, il devient théologal, pénitencier et enfin grand vicaire. Il assiste à l'Assemblée du clergé de 1682. 
Il est nommé évêque de Luçon en 1699, confirmé en octobre et consacré en novembre dans la chapelle du palais archiépiscopal de Paris par l'archevêque.
C'est à la suite, en 1710, de la publication commune avec son ami et voisin l'évêque de La Rochelle Étienne de Champflour d'« ordonnances et de réflexions pastorales » hostiles aux Réflexions Morales de Pasquier Quesnel que commencent en France, les controverses qui seront à l'origine de la Bulle Unigenitus du 8 septembre 1713 qu'il s'empresse de publier dans son diocèse dès le 28 mars 1714. L'évêque agrandit le séminaire et l'hôpital, et fait édifier le manoir épiscopal de Château-Roux, à La Réorthe, où il meurt le 23 mai 1723 alors que le conflit divise l'épiscopat français.

## Succession apostolique
Jean-François Salgues de Valdéries de Lescure a ordonné les évêques suivants :
- Archevêque Louis-Jacques Chapt de Rastignac (1722)
- Évêque Jérôme-Louis de Foudras de Courcenay (1722)